# فرودگاه بین‌المللی جگز مکیرتنی
فرودگاه بین‌المللی جگز مکیرتنی (به انگلیسی: JAGS McCartney International Airport) یک فرودگاه همگانی با کد یاتا GDT است که یک باند فرود آسفالت دارد و طول باند آن ۱۹۳۹ متر است. این فرودگاه در کشور جزایر تورکس و کایکوس قرار دارد و در ارتفاع ۴ متری از سطح دریا واقع شده‌است.